# Blesmes
Blesmes település Franciaországban, Aisne megyében. Lakosainak száma 473 fő (2022. január 1.). Blesmes Brasles, Chierry, Courboin, Fossoy, Gland, Nesles-la-Montagne és Saint-Eugène községekkel határos.

## Népesség
A település népességének változása:
| Lakosok száma | 232  | 352  | 339  | 379  | 408  | 426  | 447  | 464  | 469  | 473  |
|               | 1968 | 1982 | 1990 | 2006 | 2013 | 2015 | 2017 | 2019 | 2020 | 2022 |